# Friedrich Stolz (Bergbauunternehmer)

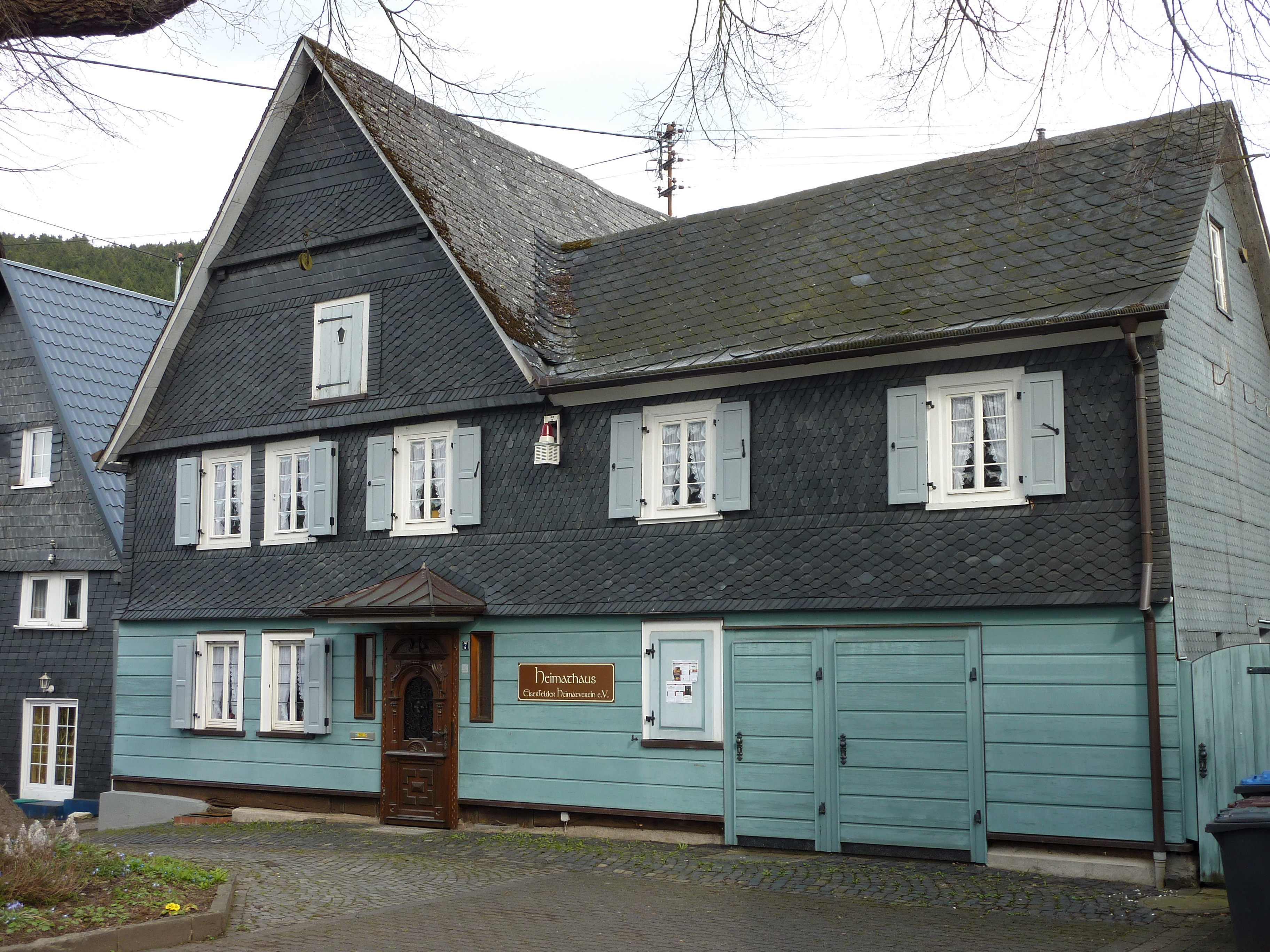
Das Heimathaus in Eiserfeld, im 19. Jahrhundert Wohnhaus von Friedrich Stolz

 Friedrich Stolz  (* 23. Dezember 1829 in Eiserfeld; † 1897 ebenda) war ein deutscher Gewerke (Bergwerksbesitzer) im Siegerländer Erzbergbau.

## Leben
Friedrich Stolz war der Sohn des Johann Dietrich Stolz und der Elisabeth Cron. Geprägt wurde er durch die Siegerländer pietistische Gemeinschaftsbewegung. 1859 heiratete er Sophie Catherine Baumgarten, verwitwete Hartmann, und zog in das Haus des heutigen Heimatmuseums von Eiserfeld. Stolz war Mitglied in einer Bergrechtlichen Gewerkschaft und besaß zusammen mit Johann Steinseifer und Catharina Hartmann den Reinhold-Forster-Erbstollen. Dieser Stollen gehört zum Eisenzecher Zug in Eiserfeld und ist mit seiner Gesamtlänge (inklusive Nebenstollen) von 7.597,5 m der zweitlängste Stollen Nordrhein-Westfalens. Friedrich Stolz erwirtschaftete dort ein beträchtliches Vermögen, welches die Grundlage zur Ausbildung seines Stiefsohnes Karl Hartmann bildete und seinem Sohn Wilhelm Stolz ermöglichte, die Schmiede Alter Hammer in Eiserfeld zu erwerben.